# کوری رینولدز
کوری رینولدز (انگلیسی: Corey Reynolds؛ زادهٔ ۳ ژوئیهٔ ۱۹۷۴) هنرپیشه اهل ایالات متحده آمریکا است.
از فیلم‌ها یا برنامه‌های تلویزیونی که وی در آن نقش داشته‌است می‌توان به ترمینال، سلما، مستقیم از کامپتن، فضول و بیگانه ساکن اشاره کرد.